# Carles Soria Grau
Carles Soria Grau   (Calaf, 8 d'octubre de 1996) és un futbolista professional català que juga com a lateral dret pel Estoril Praia.

## Biografia
Soria es va unir a les categories inferiors del RCD Espanyol el 2009, provinent del Club Gimnàstic Manresa. El 4 de juny de 2015, després d'acabar la seva graduació, va ser pujat al B que hi era en Segona Divisió B.
Soria va fer el seu debut com a professional el 23 d'agost de 2015, substituint a Adrián Dalmau en una victòria per 1 a 0 contra la UE Lleida. El seu primer gol com a professional va arribar el 14 de febrer, aconseguint l'únic gol del seu equip en una derrota en casa per 1 a 3 contra el CE Atlètic Balears.
El 4 d'abril de 2016, el contracte de Soria es va ampliar fins a finals de 2018. L'1 de juny de 2017, va fitxar per un equip estranger per primera vegada, signant per dos anys amb l'AEK Làrnaca FC de la primera divisió xipriota.
Soria va fer el seu debut professional el 20 de desembre de 2017, substituint el seu compatriota Joan Tomàs en un empat per 0 a 0 contra l'AEL Limassol. El seu primer gol com a professional va ser el 13 de maig de l'any següent, en una derrota per 3 a 2 contra el mateix oponent; més tard eixe mes, no obstant, el club el va deixar lliure.
El 21 de juny de 2018, Soria va tornar a l'Espanyol B, signant un contracte per a dos anys.
Al acabar el contracte va anar al Estoril Praia, on juga actualment

## Estadístiques
A partit jugat el 28 de febrer de 2018
| Club           | Temporada | Lliga                    | Lliga   | Lliga | Copa    | Copa | Altres  | Altres | Total   | Total |
| Club           | Temporada | Divisió                  | Partits | Gols  | Partits | Gols | Partits | Gols   | Partits | Gols  |
| -------------- | --------- | ------------------------ | ------- | ----- | ------- | ---- | ------- | ------ | ------- | ----- |
| RCD Espanyol B | 2015–16   | Segona Divisió B         | 25      | 1     | —       | —    | —       | —      | 25      | 1     |
| RCD Espanyol B | 2016–17   | Segunda División B       | 37      | 3     | —       | —    | —       | —      | 37      | 3     |
| RCD Espanyol B | Total     | Total                    | 62      | 4     | —       | —    | —       | —      | 62      | 4     |
| AEK Làrnaca    | 2017–18   | Primera divisió xipriota | 8       | 1     | 4       | 0    | 2       | 0      | 14      | 1     |
| Total          | Total     | Total                    | 70      | 5     | 4       | 0    | 2       | 0      | 76      | 5     |